# Söding
Söding è una frazione di 2 193 abitanti del comune austriaco di Söding-Sankt Johann, nel distretto di Voitsberg, in Stiria. Già comune autonomo, il 1º gennaio 2015 è stato fuso con l'altro comune soppresso di Sankt Johann-Köppling per costituire il nuovo comune di Söding-Sankt Johann.